# Mosaico della caccia al cervo
Il Mosaico della caccia al cervo è un mosaico rinvenuto all'interno della c.d. "Casa dello stupro di Elena" a Pella, antica capitale del Regno di Macedonia. L'opera, oggi conservata nel "Museo Archeologico di Pella" (Pella) è firmata dall'artista greco Gnosis ma si ritiene possa essere stata ispirata da un'opera pittorica di Melanzio di Sicione. I soggetti raffigurati sono solitamente identificati in Alessandro Magno, Efestione e Peritas, il cane di Alessandro.

## Descrizione
La disposizione delle figure, con i cacciatori sui due lati della preda, le armi levate, e l'attenzione dell'animale (in questo caso lo sguardo) rivolta all'uomo alla destra dell'osservatore (cioè Alessandro), richiama un altro mosaico rinvenuto a Pella: il c.d. "Mosaico della caccia al leone" ove i soggetti raffigurati sono Alessandro ed un altro dei suoi generali, Cratero. L'elemento discordante nel mosaico del cervo è, oltre al cervo invece del leone, il cane raffigurato nel centro, posizionato davanti all'ungulato e di spalle rispetto all'osservatore.

## Interpretazione
Il cacciatore posizionato a destra del cervo, armato di spada, è ritenuto essere Alessandro Magno. Il cacciatore di sinistra, armato di scure bipenne, arma tradizionalmente legata al dio greco Efesto, è identificato nel generale macedone Efestione, amico ed amante di Alessandro. Il cane da caccia è di conseguenza identificato in Peritas, il cane di Alessandro Magno il cui nome ci viene tramandato dalle fonti storiche antiche (Flavio Arriano, Diodoro Siculo, Plinio il Vecchio).